# Државна фабрика авиона Краљево
Аеропланска радионица Ваздухопловног техничког завода је назив за државну фабрику авиона у Краљевини Југославији која је основана у Краљеву 1927. године Производила је, по лиценци, авионе типа Бреге 19 (425 примерака) и Дорније  (36 примерака). У току свог постојања поред назива Аеропланска радионица Ваздухопловног техничког завода фабрика је још и називана Фабрика авиона Краљево и Државна Фабрика Авиона у Краљеву. Погони фабрике су тешко оштећени пред улазак немачких снага у Краљево априла 1941. године. После Другог светског рата фабрика бива припојена Фабрици вагона у Краљеву, чиме је окончана производња авиона у том граду.

## Позадина
План за осавремењавање ваздухопловства је 1924. године направио командант Војног Ваздухопловства (1923—1930) генерал Радисав Станојловић, којим је било предвиђена изградња фабрике савремених борбених авиона и још три аеродрома у земљи, од којих је један требало да буде саграђен у Краљеву. У то време су у држави Краљевини Срба, Хрвата и Словенеца почеле тек са радом фабрике авиона Икарус у Новом Саду и Рогожарски у Београду, у којима су се тада у малим серијама правили лаки школски авиони. Међутим, војсци су били потребни нови борбени авиони, као и проширење инфрастуктуре за њихово летење. Због опасности од рата са Италијом и њеним сателитима, аеродроми и фабрика авиона је требало да се изграде у унутрашњости земље. Команда Војног ваздухопловства је одлучила да се модернизује борбеним авионом Бреге 19, који у то доба био авион најновије генерације и њиме су постизани многи светски рекорди. Српска војска је из Првог светског рата имала добра искуства са авионом Бреге XIV. Република Француска је у ту сврху одобрила кредит Краљевини СХС у висини од 300 милиона франака за куповину 100 авиона, који су већ 1925. године почели да пристижу у војне ваздухопловне јединице.

## Оснивање фабрика
Септембра 1926. године на Дивљем пољу код Краљева отпочела је иградња војног завода за израду и поправку авиона металне конструкције, за шта су коришћена финансијска средства и машине добијене од Немачке на име репарације за штету учињене Србији за време Првог светског рата. Упоредо са изградњом фабрике текли су и преговори са Лујом Брегом о лиценци за производњу авиона. У то време радило се о врхунској технологији. Годину дана касније, 14. октобра 1927. потписан је уговор између Краљевине СХС и анонимног Друштва авијатичарских радионица „Луј Бреге“ из Париза. Уговор је био потписан на пет година и по њему је на крају пете године Бреге био обавезан да испоручи 425 авиона. Држава је преузела обавезу да изгради инфрастуктуру хале, хангаре, складишта, железничку пругу, до радионице и станове за француске раднике и техничко особље. Французима је по уговуру уступљена инфрастуктура да би организовали производњу и обуку домаћих радника.

## Производња авиона Бреге 19
Француски радници и инжињери су стигли у новосаграђену фабрику маја 1928. године и отпочели са монтажом авиона и обуком домаћих радника. У почетку је то била само монтажа већ готових склопова који су довожени из Француске. Затим су се почели производити једноставнији, а потом и сложенији делови и склопови у самој фабрици. Тек, после нешто више од годину дана из фабрике је изашао први авион, потпуно направљен у фабрици. Производња тог првог авиона у фабрици је обележена на свечан начин. Чин освећења је обавио епископ Жички Николај, уз политички и војни врх земље, и представнике дипломатског кора. Свечаности је присуствовао и сам француски конструктор Луј Бреге.
Оквирним петогодишњим уговором између КСХС и „Анонимног друштва Луј Бреге“ из Велизија крај Париза је предвиђено да се сваке године потписује годишњи уговори којим се дефинишу количине и остали детаљи овог посла.
- Први уговор је потписан 13. фебруара 1928. године којим је ФАК (Фабрика авиона Краљево) извршила монтажу 50 примерака авиона Бреге 19 Лорен. Авиони су почели да се испоручују ВВ већ од марта месеца исте године.
- Други уговор је потписан 3. децембра 1928. године и односи се на производни програм за 1929. годину, када је предвиђено да се произведе 75 авиона, од тога: 34 авиона са моторима Лорен и 1 авион са мотором Хиспано-Суиза 500KS од делова израђених у француском Бреге-у а монтирани у ФАК-у, затим 25 примерака авиона Бреге 19 (9 Лорена и 16 Хиспано) такође монтирани у ФАК-у од подсклопова добијених од француског Бреге-а, преосталих 15 примерака авиона Бреге 19 (сви са Хиспано моторима) су монтирани од делова делимично направљених у ФАК-у а делимично у француском Бреге-у.
- Трећи уговор је дефинисао производњу у 1930. години, по коме је требало произвести 75 примерака авиона Бреге 19 (26 Лорена и 49 Хиспано) од делова потпуно произведених (сем мотора) у ФАК-у. Поред овога произведено је још 12 авиона са моторима Хиспано 500KS мимо уговора а сви ови авиони су завршени 1931. године.
- Четврти уговор је предвидео да се произведе 100 примерака авиона Бреге 19 и ова производња почиње 1931. године са завршетком производње предвиђене трећим уговором. Предвиђено је да се ураде 89 авиони са домаћим моторима Јупитер од 420KS и друга генерација авиона Бреге 19-7 развијених на основу позитивних искустава са авионом Бреге 19 Бидон и Супер Бидон.
- Пети уговор је предвидео производњу 125 примерака авиона Бреге 19-7 али због проблема са набавком мотора од овог броја на неке од ових авиона су уграђивани мотори Јупитер а 48 авиона без мотора је стављено у резерву у које је касније уграђен мотор Рајт Циклон.

Тиме је потпуно испуњен петогодишњи уговор, произведено је и испоручено ВВ укупно 425 примерака авиона Бреге 19 и престала је њихова производња. Након напуштања производње авиона Бреге 19 и окончања уговора са француском фирмом Бреге фабрику авиона у Краљеву је преузео Ваздухопловни технички завод који је био једна од установа Команде војног ваздухопловства. У Краљеву су се радиле ревизије, веће поправке и резервни делови за авионе Бреге 19.

## Криза
У техничком и организационом смислу фабрика је достигла свој зенит 1933. године када су запослени овладали савременом технологијом производње ваздухоплова. Са престанком производње авиона Бреге и повлачења Француза из овог предузећа, поклапа се и снажан утицај велике светске кризе. Држава више није наручивала авионе а фирма је преживљавала захваљујући одржавању авиона и производњи резервних делова. То није било довољно да би се задржали инжењери, техничари и најбољи мајстори који су носили (у техничком смислу) производњу. Када је средином тридесетих година због нарасле ратне опасности поново схваћен значај домаће авио-индустрије куповањем лиценце за производњу бамбардера Дорније Do 17, покушало се да се исправи грешка али нажалост није било довољно времена за то.

## Производња авиона Дорније
Када се ЈКРВ одлучило да набави нове бомбардере Дорније Do 17 уговорена је испорука готових авиона а део кроз лиценцну производњу која ће се обављати у Краљеву. Испорука готових авиона је почела 1936. године а први произведени Дорније Do 17 из краљевачке фабрике 1938. године. Пошто устројство Завода није било погодно за индустријску производњу авиона, на предлог министарстава војске, трговине и финансија одлучено је да се формира Државна фабрика авиона (ДФА) у Краљеву, која ће да послује на чисто комерцијалној основи под надзором министра војске и морнарице. „Уредба са законском снагом о Државној Фабрици Авиона у Краљеву“ објављена је у „Службеним новинама“ Краљевине Југославије 21. марта 1939. године. Назив предузећа је било „Државна Фабрика Авиона у Краљеву“ са седиштем у Краљеву. Фабрика је била правно лице кога је заступао један члан Управног одбора и Директор или његов заступник регистрован код надлежног суда.
За разлику од немачких Дорније Do 17 наш авион је имао домаће моторе Гноме-Роне К 14 од 640kW, могућност ношења различитих врста бомби, топ Хиспано 20 mm, мираљез Браунинг 13,2 mm, и два митраљеза Браунинг 7,92 mm. У ДФА је вршена монтажа авиона и тестирање на земљи и у лету, контрола од стране немачких контролора квалитета па је затим авион предаван Ваздухопловно техничком заводу где је вршена уградња наоружања и опреме. Пошто немачки контролори нису имали увида у рад ВТЗ ту су се вршиле модификације на авионима Дорније Do 17, тако да је авион произведен у ДФА био бољи од оригинала. Кроз модификације авиона Дорније Do 17 у ствари је вршено прилагођавање овог авиона тактичко техничким условима које је прописала Команда ВВ.

## Фабрика авиона у Другом светском рату
Југословенска војска при повлачењу из Краљева априла 1941. године је минирала виталне делове фабрике, тако да немачки окупатор није могао да је током рата оспособи за производњу авиона. Повремено су у овој фабрици вршене само поправке авиона Бреге и Дорније. У октобру 1941. године Немци су између осталих грађана Краљева стрељали 540 радника ове фабрике. Оно мало преосталих машина је демонтирано и пренето у Немачку 1942. године. Након ослобођења фабрика није наставила са радом оно што је преостало од ње прикључено је Фабрици вагона Краљево.